# Галбену
Галбену (рум. Galbenu) — село у повіті Бреїла в Румунії. Входить до складу комуни Галбену.
Село розташоване на відстані 119 км на північний схід від Бухареста, 62 км на захід від Бреїли, 72 км на захід від Галаца, 130 км на схід від Брашова.

## Населення
За даними перепису населення 2002 року у селі проживали 1165 осіб. Усі жителі села рідною мовою назвали румунську.
Національний склад населення села:
| Національність | Кількість осіб | Відсоток |
| -------------- | -------------- | -------- |
| румуни         | 1157           | 99,3%    |
| цигани         | 8              | 0,7%     |